# متعهد عشق
متعهد عشق (به هندی: Prem Pratigyaa) فیلمی محصول سال ۱۹۸۹ و به کارگردانی باپو است. در این فیلم بازیگرانی همچون میتون چاکرابورتی، مادهوری دیکشیت، رانجیت، ساتیش کایشیک، دون ورما ایفای نقش کرده‌اند.